# بیداری (مجموعه تلویزیونی)
بیداری مجموعه تلویزیونی ساخته بهرام عظیم‌پور و تهیه‌کنندگی حسین آقاهرندی و علی پورکیانی است که در سال ۱۳۸۶ از شبکه ۳ ایران پخش شده‌است.

## داستان
داستان مجموعه تلویزیونی بیداری روایت زندگی دربارهٔ دختری به نام تُرَنگ است که در گیلان زندگی می‌کند. ترنگ و سینا دختر و پسری جوان از دو خاستگاه اجتماعی مختلف هستند. آنها ازدواج می‌کنند. اما سینا براثر بیماری می‌میرد و ترنگ که باردار است قصد دارد فرزندش را سقط کند اما خواهر سینا که خود بچه دار نمی‌شود مخالفت می‌کند و قرار می‌شود ترنگ، بچه را پس از بدنیا آمدن به خواهر سینا بسپارد. و در سفر به تهران بدشانسی‌های اما زمانی که بچه بدنیا می‌آید، مهر او چنان به دل ترنگ می‌افتد که قادر به لحظه ای جدایی از او نیست و …